# .bv
.bv는 노르웨이의 무인도인 부베섬에 할당된 최상위 도메인이다. 현재 부베섬은 무인도이며, 해당 도메인의 관리처인 UNINETT Norid에서 노르웨이의 국가 도메인인 .no를 사용하기로 결정한 탓에 사용하고 있지 않다.

## 같이 보기
- .no
- .sj